# Ely (Nevada)

Położenie na mapie Nevady

Ely – miasto w Nevadzie, stolica hrabstwa White Pine. W roku 2000 liczba mieszkańców wynosiła 4 041.

## Geografia
Wysokość n.p.m. 6435 stóp (ok. 1961,38 metrów). Całkowita powierzchnia 18,5 km² (7,1 mil²).

## Historia i kultura
Ely jest miasteczkiem górniczym, które ucierpiało na skutek zmian koniunktury. W przeszłości w Ely znajdowało się wiele firm. m.in. Kennecott, która prowadziła największą kopalnią odkrywkową na świecie. W połowie lat siedemdziesiątych zakończono wydobywanie rud miedzi.
Po wynalezieniu nowej metody płukania, przy użyciu cyjanku, nastąpił rozkwit wydobycia złota, którego ruda była wcześniej uważana za mało wydajną. Firmy przestawiły się tan ten kruszec. Stanowiło podstawę gospodarki w latach osiemdziesiątych. Później, powrócono do wydobycia miedzi. Ze względu na zniszczenie zakładu do wytapiania metali, ruda przewożona jest koleją do Seattle, a stamtąd do Japonii, gdzie jest przetwarzana. Dochody spowodowały wzrost rozwoju Ely.
Z niewielu atrakcji turystycznych wymienić należy Muzeum Północnej Kolei w Nevadzie, a w nim Train Ghost Old Ely – w pełni sprawny parowóz, regularnie obsługujący historyczną linię do Dystryktu Górniczego Robinson i Parku Narodowego Wielkiej Kotliny.
W roku 2001 nakręcono w Ely niektóre sceny filmu Wyścig szczurów.

## Transport
- cywilne lotnisko Yelland Field
- U.S. Route 50 – biegnąca przez cały kontynent, ze wschodu na zachód
- U.S. Route 93 – biegnąca w kierunku północ - południe, z Arizony aż do granicy z Kanadą